# Operación Pekín
La Operación Pekín fue una operación de rescate en la que tres destructores de la Armada polaca, el Burza, Błyskawica y el Grom fueron evacuados a Reino Unido a finales de agosto de 1939. Tenían órdenes de viajar a puertos británicos para ayudar a la Marina Real Británica en caso de guerra con la Alemania nazi. El plan fue exitoso y permitió a los barcos evitar ser destruidos o capturados durante la invasión alemana.

## Antecedentes

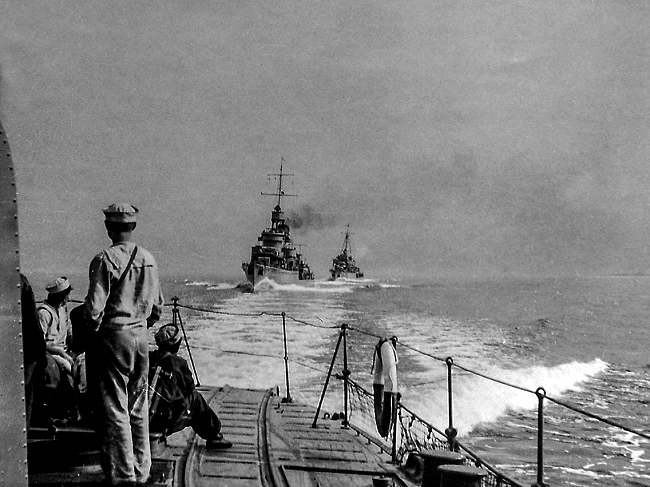
Destructores polacos durante la evacuación. Vista desde Błyskawica delGrom y elBurza.

El plan fue concebido por el almirante Jerzy Swirski, con la intención de retirar la División de destructores (Dywizjon Kontrtorpedowców) de la Armada polaca del teatro de operaciones del Mar Báltico. La Kriegsmarine tenía una ventaja numérica significativa sobre la Armada polaca, y en caso de guerra, el Alto Mando polaco se dio cuenta de que los barcos que permanecieran en el Mar Báltico probablemente serían hundidos rápidamente por los alemanes. Además, el estrecho de Dinamarca estaba dentro del rango operativo de la Kriegsmarine y la Luftwaffe, por lo que había pocas posibilidades de que el plan tuviera éxito si se implementaba después de que comenzaran las hostilidades.
El 24 de agosto de 1939, el gobierno británico, a través del teniente general Sir Adrian Carton De Wiart, jefe de la misión militar británica, hizo fuertes demandas al mariscal Edward Śmigły-Rydz, comandante en jefe de las fuerzas polacas, para que retirase a los elementos más modernos de la flota polaca del mar Báltico. Aunque Śmigły-Rydz se resistió en un principio, finalmente accedió. 
Parte de la razón de Śmigły-Rydz para hacerlo fue la idea de establecer una cabeza de puente rumana. Se esperaba que las fuerzas polacas pudieran resistir en el sureste del país, cerca de la frontera común con Rumania, hasta que la ofensiva franco-británica acudiera en su ayuda. Las municiones y las armas podrían ser entregadas desde el oeste a través de puertos y ferrocarriles rumanos. La Armada polaca podría escoltar a los barcos que entregan los suministros a los puertos rumanos.

## Viaje a Edimburgo

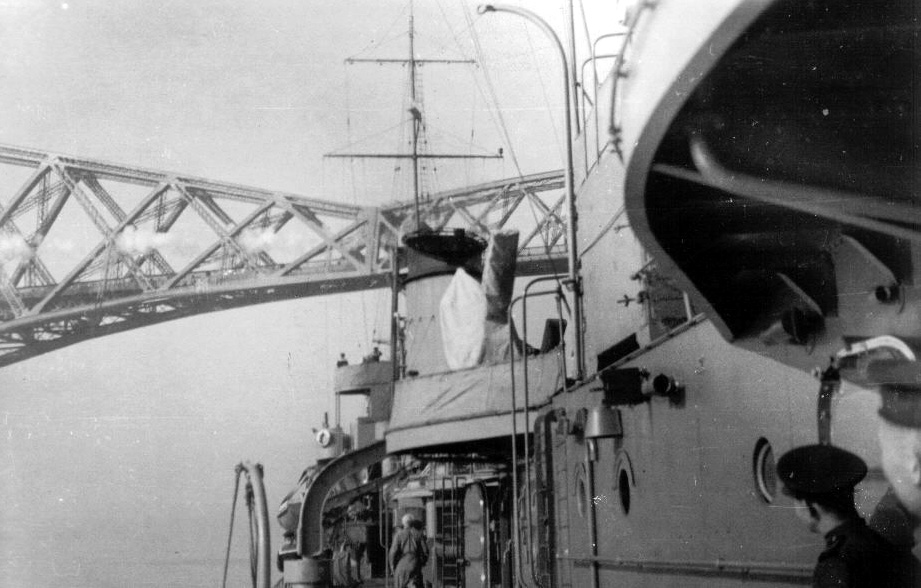
El destructor polaco (Błyskawica oGrom) bajo el Forth Railway Bridge en Escocia

A medida que aumentaban las tensiones entre Polonia y Alemania, el comandante de la flota polaca, el contraalmirante Józef Unrug, firmó la orden para la operación el 26 de agosto de 1939, un día después de la firma del Pacto de Defensa Común Polaco-Británico. El pedido se entregó en sobres sellados a los barcos. El 29 de agosto, la flota recibió la señal "Pekín, Pekín, Pekín" del comandante en jefe polaco, mariscal Śmigły-Rydz: "Ejecutar Pekín". A las 12:55 horas, los barcos recibieron la señal a través de banderas de señales o radio desde la torre de señales en Oksywie. Los respectivos capitanes de los barcos abrieron los sobres y partieron a las 14:15 bajo el mando de Komandor porucznik Roman Stankiewicz. El Błyskawica fue comandada por Komandor porucznik Włodzimierz Kodrębski, el Burza por el Komandor podporucznik Stanisław Nahorski y el Grom por el Komandor porucznik Aleksander Hulewicz.
Los barcos viajaron sin problemas por el Báltico, entrando en Øresund después de la medianoche. Durante la travesía se encontraron con el crucero ligero alemán Königsberg y un destructor, pero como la guerra aún no había comenzado, no hubo combate. Los barcos polacos luego pasaron por Kattegat y Skagerrak. El 31 de agosto, los barcos fueron localizados y seguidos por hidroaviones de reconocimiento alemanes, y el grupo cambió de rumbo hacia Noruega para evitar la persecución durante la noche, cuando regresaron a su rumbo original hacia el Reino Unido. Los barcos entraron al Mar del Norte, y a las 09:25 del 1 de septiembre, la flota se enteró de la invasión alemana de Polonia. A las 12:58, se encontraron con los destructores de la Royal Navy HMS Wanderer y Wallace y recibieron un oficial de enlace. A las 17:37, atracaron en Leith, el puerto de Edimburgo.

## Consecuencias

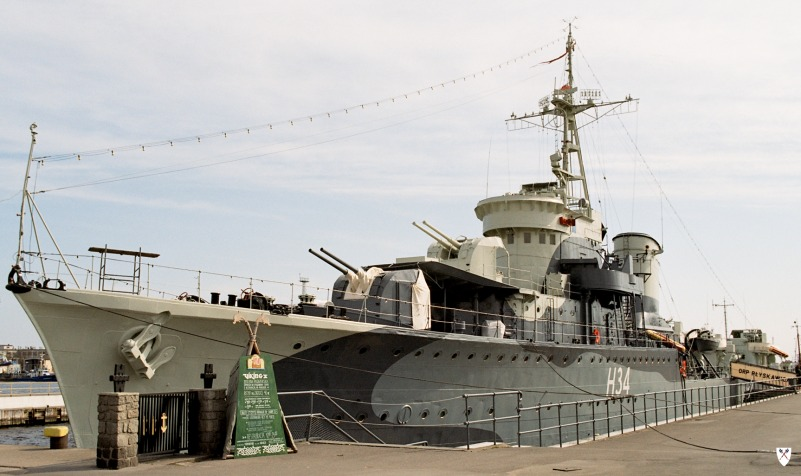
Blyskawica

El Plan Pekín generó controversia en Polonia, pero resultó ser una sabia decisión. Los barcos sirvieron junto a la Royal Navy durante el resto de la guerra, y ORP Burza y ORP Błyskawica sobrevivieron a la guerra. Por otro lado, todas las otras naves de superficie de la Armada polaca que permanecieron en el Báltico fueron atacadas y hundidas o capturadas por las fuerzas alemanas, comenzando con la Batalla de la bahía de Danzig el 1 de septiembre. El destino de los dos barcos más grandes restantes es revelador: el cuarto destructor polaco, Wicher, y el minero Gryf, el barco más grande de la armada polaca, fueron hundidos el 3 de septiembre, el tercer día de la guerra.
En cuanto a los alemanes, debido al Plan Pekín, decidieron retirar el 30 de agosto del Mar Báltico la unidad táctica habían asignado para enfrentarse a ellos: los tres cruceros ligeros Nürnberg, Köln y el Leipzig, bajo el vicealmirante Hermann Densch.
- Datos: Q498742